# Porcellanopagurus haptodactylus
Porcellanopagurus haptodactylus is een tienpotigensoort uit de familie van de Paguridae. De wetenschappelijke naam van de soort is voor het eerst geldig gepubliceerd in 2000 door McLaughlin.